# Battle Royale (film)
Pour les articles homonymes, voir Battle Royale.
Série
Battle Royale 2: Requiem
(2003)
Pour plus de détails, voir Fiche technique et Distribution.
Battle Royale (バトル・ロワイアル, Batoru Rowaiaru), également abrégé BR, est un film japonais réalisé par Kinji Fukasaku, sorti en 2000.
Ce film est l’adaptation du roman éponyme de Kōshun Takami.
L’histoire se déroule dans un pays d’Extrême-Orient non nommé (mais assumé implicitement comme étant le Japon) d’un futur proche, en proie à une montée de violence et de rébellion chez les jeunes, où les adultes ont voté la loi Battle Royale, imposant à l’échelle nationale un programme de survie du même nom présenté sous forme de « jeu » mortel : le Battle Royale (de l'anglais pour « Bataille royale »). Son principe est simple : une classe de terminale, choisie au hasard chaque année pour y participer, est emmenée dans un lieu isolé et ses élèves, contraints de s’entretuer durant trois jours jusqu’à ce qu’il n’en reste plus qu’un seul.
Il est suivi de Battle Royale 2: Requiem, réalisé en 2003 par Kenta Fukasaku, scénariste du premier opus et fils de Kinji qui est décédé durant le tournage.

## Synopsis
Dans ce qui est implicitement assumé comme le Japon dans un futur proche, les adultes redoutent les adolescents devenus enclins à la violence et à la désobéissance. D'où le vote de la loi Battle Royale (BR法, BR-hou), loi martiale mettant en place à l'échelle nationale un programme de survie mis en scène sous forme d'un « jeu » mortel et médiatisé : le Battle Royale (バトル・ロワイアル, Batoru Rowaiaru).
Le principe de ce « jeu » est très simple : une classe de terminale, tirée au sort, est envoyée chaque année lors du traditionnel voyage scolaire dans un lieu isolé (en l'occurrence, une île désertée), sur lequel les élèves doivent s'entretuer et ce, durant trois jours. Il ne doit obligatoirement rester qu'un seul survivant à l'issue du jeu, faute de quoi les colliers dont sont munis les joueurs encore vivants explosent : le vainqueur de l'édition pourra rentrer chez lui avec une somme d'argent.
La classe de Terminale B (3-B) du lycée de Shiroiwa, qui a « l'honneur » de combattre cette année et dont le professeur titulaire est abattu (pour avoir pris leur défense) lors de leur récupération, perd déjà deux des siens avant l'entrée de jeu durant la réunion préparatoire, alors que l'un de leurs anciens professeurs supervisant l'édition, M. Kitano (キタノ, interprété par Takeshi Kitano), leur explique les règles. Chaque élève est ensuite lâché un par un dans l'île avec un sac de survie comprenant une « arme » surprise (pouvant aller de l'objet inoffensif du quotidien à l'arme létale) aléatoirement attribuée, ainsi que son affect et l’obligation de prendre rapidement une décision quant à l'attitude à adopter pour la suite des événements : la survie individuelle, l'union, le meurtre ou le suicide.
Pour corser le jeu, les organisateurs ont inclus deux joueurs qui ne faisaient pas partie de la classe à l'origine : le gagnant du Battle Royale d'il y a trois ans, Shôgo Kawada, qui s'est à nouveau fait enlever et est bien décidé à survivre ; ainsi que Kazuo Kiriyama, dit « le Volontaire », qui s'est inscrit de son propre chef dans le seul but de s’amuser. Afin de pousser également les élèves à s'affronter au lieu de s'éviter en réduisant progressivement leur « terrain de jeu » ainsi que leurs options, une annonce est ponctuellement faite au fil du jeu par le superviseur pour les tenir informés de « zones interdites » arbitrairement désignées et à éviter (sous peine pour le concerné de déclencher l'explosion de son collier), mais aussi du décompte des morts.
C'est ainsi que les quarante élèves participants (les deux premières morts de la classe s'étant produites avant le commencement effectif du jeu) vont devoir survivre et tuer pendant trois jours. Le film se concentre particulièrement sur le parcours dans l’île de Shûya Nanahara et Noriko Nakagawa, épris l’un de l’autre sans se l’être encore avoué, tous deux désireux de s’en sortir ensemble avec un maximum de monde, sans avoir à tuer qui que ce soit.
Tandis que l'élève Shinji Mimura, autodidacte et pro de l'informatique surnommé The Third Man (« le Troisième homme » en anglais), parvient avec brio — ainsi que l'aide de ses amis, Keita Iijima et Yutaka Seto — à pirater le système de surveillance des militaires, les colliers deviennent alors inopérants et peuvent s'enlever. Ainsi Shôgo, après avoir combattu et vaincu le Volontaire au prix de blessures, fait croire à leurs superviseurs qu'il tue ses deux nouveaux amis et derniers survivants, à savoir Noriko et Shûya, pour gagner, ce qui met fin au jeu et amène à l'évacuation de l'armée : cette ruse permet à ces derniers de s'infiltrer dans le quartier général de l'édition — une ancienne école — à la suite de Shôgo, qui a rejoint le professeur. Shûya tue alors M. Kitano, qui menaçait Noriko.
Mais alors qu'ils quittaient tous les trois en secret l'île par bateau, Shôgo meurt des suites de ses blessures. Shûya et Noriko, désormais traqués pour meurtre, continuent leur fuite ensemble.

## Chronologie de l'édition du programmeBR

### Statistiques de départ
- Classe participante : classe B de troisième année du lycée de Shiroiwa (préfecture de Kagawa).
- Nombre de participants ; 42 élèves (vingt-et-une filles et vingt-et-un garçons) :

Classe 3-B du lycée de Shiroiwa
(durant l'édition du BR)
Filles
(par numéro de classe)
Garçons
(par numéro de classe)
- n° 1 : Mizuho Inada ;
- n° 2 : Yukie Utsumi ;
- n° 3 : Megumi Etou ;
- n° 4 : Sakura Ogawa ;
- n° 5 : Izumi Kanai ;
- n° 6 : Yukiko Kitano ;
- n° 7 : Yumiko Kusaka ;
- n° 8 : Kayoko Kotohiki ;
- n° 9 : Yūko Sakaki ;
- n° 10 : Hirono Shimizu ;
- n° 11 : Mitsuko Souma ;
- n° 12 : Haruka Tanizawa ;
- n° 13 : Takako Chigusa ;
- n° 14 : Mayumi Tendou ;
- n° 15 : Noriko Nakagawa ;
- n° 16 : Yuka Nakagawa ;
- n° 17 : Satomi Noda ;
- n° 18 : Fumiyo Fujiyoshi ;
- n° 19 : Chisato Matsui ;
- n° 20 : Kaori Minami ;
- n° 21 : Yoshimi Yahagi.

- n° 1 : Yoshio Akamatsu ;
- n° 2 : Keita Iijima ;
- n° 3 : Tatsumichi Ōki ;
- n° 4 : Toshinori Oda ;
- n° 5 : Shougo Kawada 1, 2 ;
- n° 6 : Kazuo Kiriyama 1, 3 ;
- n° 7 : Yoshitoki Kuninobu ;
- n° 8 : Youji Kuramoto ;
- n° 9 : Hiroshi Kuronaga ;
- n° 10 : Ryūhei Sasagawa ;
- n° 11 : Hiroki Sugimura ;
- n° 12 : Yutaka Seto ;
- n° 13 : Yūichirou Takiguchi ;
- n° 14 : Shou Tsukioka ;
- n° 15 : Shūya Nanahara ;
- n° 16 : Kazushi Niida ;
- n° 17 : Mitsuru Numai ;
- n° 18 : Tadakatsu Hatagami ;
- n° 19 : Shinji Mimura 4 ;
- n° 20 : Kyouichi Motobuchi ;
- n° 21 : Kazuhiko Yamamoto.

1 : nouveau venu intégré à la classe 3-B à l'occasion du Battle Royale.
2 : vainqueur d'une précédente édition dans une classe de la préfecture de Hyōgo ; présenté comme « très dangereux » par M. Kitano.
3 : dit « le Volontaire ».
4 : identité secrète de « The Third Man », pirate informatique.
- Enseignant titulaire : Pr Hayashida (exécuté pour rébellion avant la tenue du programme).
- Enseignant superviseur (programme BR) : M. Kitano.

### Réunion préparatoire
- Fille n° 18 Fumiyo Fujiyoshi : tuée par le professeur Kitano d'un lancé de couteau en pleine tête, pour avoir parlé à une condisciple durant ses explications.
- Garçon n° 7 Yoshitoki Kuninobu : tué également par Kitano, qui déclenche son collier explosif ; par le passé (en classe de 5e), le jeune garçon l'avait blessé avec un couteau.

Comptes-rendus : 2 morts (une fille et un garçon).

### ProgrammeBattle Royale

#### Premier jour
- Fille n° 14 Mayumi Tendô : gravement blessée d'un carreau tiré par l'arbalète de Yoshio Akamatsu, elle s'effondre quelques instants après devant Shûya.
- Garçon n° 1 Yoshio Akamatsu : tué par Kazushi Niida qui récupère et retourne l'arbalète contre lui en cherchant à se défendre.
- Garçons n° 9 Hiroshi Kuronaga, n°10 Ryûhei Sasagawa, n° 14 Shô Tsukioka, n° 17 Mitsuru Numai et fille n° 5 Izumi Kanai : tués tous les cinq par Kazuo Kiriyama avec un pistolet-mitrailleur dont il s'empare après s'être fait capturer.
- Fille n° 4 Sakura Ogawa et garçon n° 21 Kazuhiko Yamamoto : officiellement en couple, ils se suicident en se jetant du haut d'une falaise, ne voulant pas participer au jeu.
- Fille n° 21 Yoshimi Yahagi et garçon n° 8 Yôji Kuramoto : également ensemble, se suicident par pendaison.
- Fille n° 3 Megumi Etô : tuée par Mitsuko Sôma qui l'égorge avec un kama après l'avoir amadouée.
- Garçon n° 3 Tatsumichi Ôki : blessé accidentellement à la tête par sa propre hache après s'être battu avec Shûya, il meurt peu après. Yûko Sakaki assiste à la scène et se persuade que Shûya est responsable.
- Garçon n° 20 Kyûichi Motobuchi : tué par Shôgo Kawada de deux coups de fusil après avoir tenté de s'en prendre à Shûya, Noriko et lui.
- Filles n° 6 Yukiko Kitano et n° 7 Yumiko Kusaka : la première est tuée par Kiriyama d'une rafale ; la seconde, gravement blessée par la même rafale puis achevée par Kiriyama après avoir été torturée au sol pendant qu'elle agonisait.
- Fille n ° 10 Hirono Shimizu : tuée d'un coup de feu par Mitsuko après que cette dernière a réussi à s'emparer de son arme.
- Garçon n° 16 Kazushi Niida : poignardé à mort par Takako Chigusa après qu'il l'a involontairement blessée au visage et menacée de la violer.
- Fille n° 13 Takako Chigusa : blessée par balle par Mitsuko ; elle meurt auprès de son ami d'enfance Hiroki Sugimura après lui avoir avoué ses sentiments pour lui.
- Garçon n°4 Toshinori Oda : décapité par Kiriyama après avoir feint d'être mort. Dans la foulée, Shûya est blessé par le même Kiriyama mais est sauvé de justesse par Hiroki.

Comptes-rendus : 20 morts (neuf filles et onze garçons).

#### Deuxième jour
- Filles n° 1 Mizuho Inada et n° 20 Kaori Minami : s'entretuent à l'arme blanche.
- Garçons n° 13 Yûichirô Takiguchi et n° 18 Tadakatsu Hatagami : tous deux tués par Mitsuko (après les avoir vraisemblablement séduits).
- Filles n° 16 Yuka Nakagawa, n°19 Chisato Matsui, n°12 Haruka Tanizawa, n° 17 Satomi Noda et n°2 Yukie Utsumi : Yuka est empoisonnée par erreur par Yûko Sakaki alors que l'assiette était destinée à Shûya ; dans la panique, Satomi s'empare d'un pistolet-mitrailleur et tue Chisato, Haruka, et blesse gravement Yukie ; cette dernière tue à son tour Satomi avant de mourir.
- Fille n° 9 Yûko Sakaki : se sentant coupable de la mort de ses amies, elle se suicide en se jetant du haut du phare après avoir libéré Shûya et lui avoir demandé pardon.
- Garçon n° 11 Hiroki Sugimura : gravement blessé par balle par Kayoko Kotohiki qui croyait qu'il voulait s'en prendre à elle ; il décède quelques instant plus tard après lui avoir avoué qu'il était amoureux d'elle.
- Fille n° 8 Kayoko Kotohiki : tuée par balle par Mitsuko alors qu'elle pleure auprès du corps d'Hiroki.
- Fille n° 11 Mitsuko Sôma : tuée par balle par Kiriyama après une lutte acharnée.
- Garçons n° 12 Yutaka Seto, n° 2 Keita Iijima et n°19 Shinji Mimura : tués par Kiriyama toujours au pistolet-mitrailleur ; Kiriyama blesse ensuite Shinji, qui meurt en faisant exploser un camion.
- Garçon n° 6 Kazuo Kiriyama : rendu aveugle par l'explosion, il est tué par les tirs de Kawada mais parvient à le blesser.

Comptes-rendus : 17 morts (dix filles et sept garçons).

#### Troisième jour
- Garçon n° 15 Shûya Nanahara et fille n° 15 Noriko Nakagawa : laissés pour morts par Shôgo Kawada.

Comptes-rendus : 2 morts (une fille et un garçon).

### Résultats

#### Résultats officiels
- Total : 41 morts (vingt-et-une filles et vingt garçons).
- Vainqueur : garçon n° 5 Shôgo Kawada (seconde victoire).

#### Résultats effectifs
- Total : 39 morts (vingt filles et dix-neuf garçons).
- Survivants ; 3 (une fille et deux garçons) :
  - Garçon n° 5 Shôgo Kawada ;
  - Garçon n° 15 Shûya Nanahara ;
  - Fille n° 15 Noriko Nakagawa.

### Après l'édition
- Shôgo Kawada : décède des suites de ses blessures infligées par Kiriyama.

Survivants effectifs : Shûya Nanahara et Noriko Nakagawa (en fuite).

## Fiche technique
- Réalisation : Kinji Fukasaku
- Scénario : Kenta Fukasaku, d'après le roman de Kōshun Takami
- Musique : Masamichi Amano
  - Musique préexistante : extraits d'œuvres de Giuseppe Verdi, Johann Strauss, Johann Strauss II, Franz Schubert et Johann Sebastian Bach
- Décors : Kyoko Heya
- Photographie : Katsumi Yanagishima (en)
- Montage : Hirohide Abe (ja)
- Production : Kenta Fukasaku, Kimio Kataoka, Chie Kobayashi et Toshio Nabeshima
- Société de distribution : Toei (Japon), SND (France)
- Budget : 4 500 000 $ (estimation)
- Pays de production :  Japon
- Langue originale : japonais
- Genre : action, anticipation, survie, thriller psychologique
- Durée : 114 minutes
- Dates de sortie :
  - Japon : 16 décembre 2000[1]
  - France : 14 novembre 2001[2]
- Film interdit aux moins de 16 ans lors de sa sortie en salles en France[2]

## Distribution
- Takeshi Kitano (VF : Patrick Raynal) : le professeur Kitano
- Tatsuya Fujiwara (VF : Fabrice Josso) : Shûya Nanahara (garçon n°15)
- Aki Maeda (VF : Julie Turin) : Noriko Nakagawa (fille n°15)
- Tarō Yamamoto (VF : David Krüger) : Shôgo Kawada (garçon n°5)
- Masanobu Andō : Kazuo Kiriyama (garçon n°6)
- Kō Shibasaki (VF : Mirabelle Kirland) : Mitsuko Sôma (fille n°11)
- Chiaki Kuriyama (VF : Sylvie Jacob) : Takako Chigusa (fille n°13)
- Yukihiro Kotani (VF : Christophe Lemoine) : Yoshitoki Kuninobu (garçon n°7)
- Takashi Tsukamoto : Shinji Mimura (garçon n°19)
- Eri Ishikawa (VF : Barbara Beretta) : Yukie Utsumi (fille n°2)
- Sōsuke Takaoka (VF : Benoît Decerisy) : Hiroki Sugimura (garçon n°11)
- Sayaka Kamiya (VF : Anne Mathot) : Satomi Noda (fille n°17)
- Takayo Mimura (en) (VF : Laurence Sacquet) : Kayoko Kotohiki (fille n°8)
- Yutaka Shimada (VF : Yann Peira) : Yutaka Seto (garçon n°12)
- Ren Matsuzawa (VF : Julien Sibre) : Keita Iijima (garçon n°2)
- Sayaka Ikeda (VF : Élodie Sorensen) : Megumi Etô (fille n°3)
- Anna Nagata (VF : Estelle Simon) : Hirono Shimizu (fille n°10)
- Yukari Kanazawa (VF : Laurence Sacquet) : Yukiko Kitano (fille n°6)
- Misao Kato (VF : Laura Blanc) : Yumiko Kusaka (fille n°7)
- Hitomi Hyuga (VF : Stéphanie Hédin) : Yûko Sakaki (fille n°9)
- Satomi Ishii : Haruka Tanizawa (fille n°12)
- Asami Kanai (VF : Lilia Cohen) : Chisato Matsui (fille n°19)
- Satomi Hanamura (VF : Élodie Sorensen) : Yuka Nakagawa (fille n°16)
- Yoryo Shibata : Mitsuru Numaï (garçon n°17)
- Shiro Go (VF : Yann Peira) : Ryûhei Sasagawa (garçon n°10)
- Hiroo Masuda (VF : Adrien Antoine) : Hiroshi Kuronaga (garçon n°9)
- Shigeki Hirokawa (VF : Renaud Meyer) : Shô Tsukioka (garçon n°14)
- Tamaki Mihara (VF : Stéphanie Hédin) : Izumi Kanaï (fille n°5)
- Tomomi Shimaki (VF : Estelle Simon) : Sakura Ogawa (fille n°4)
- Yasuomi Sano (VF : Sélim Mouhoubi) : Kazuhiko Yamamoto (fille n°21)
- Ai Iwamura : Mai (la gagnante souriante de la première édition du BR)

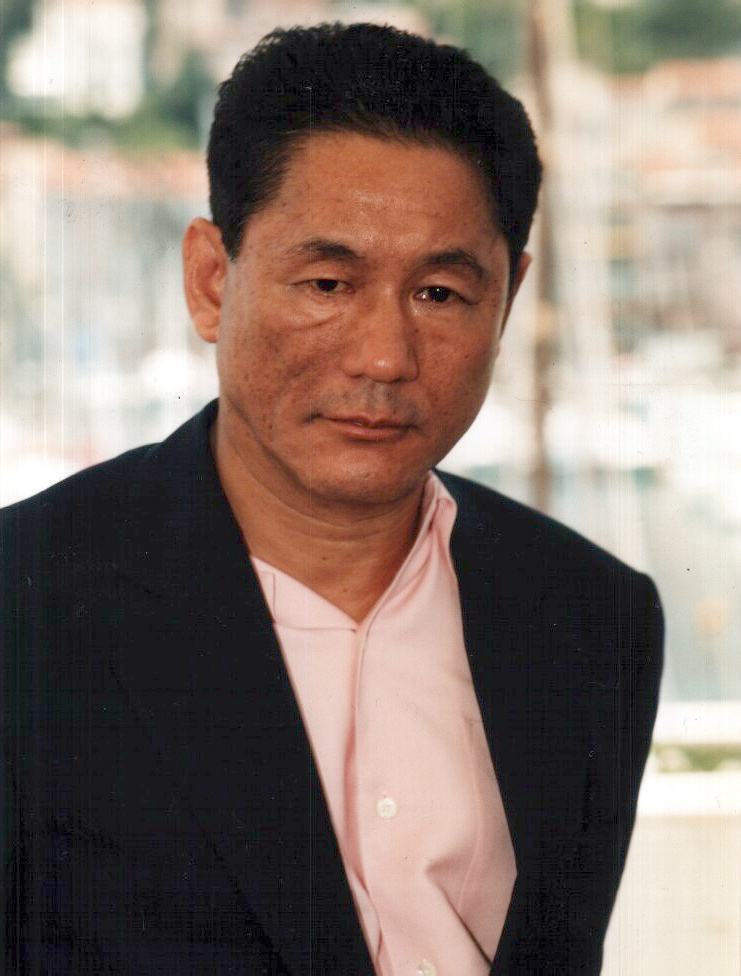
Takeshi Kitano (2000).
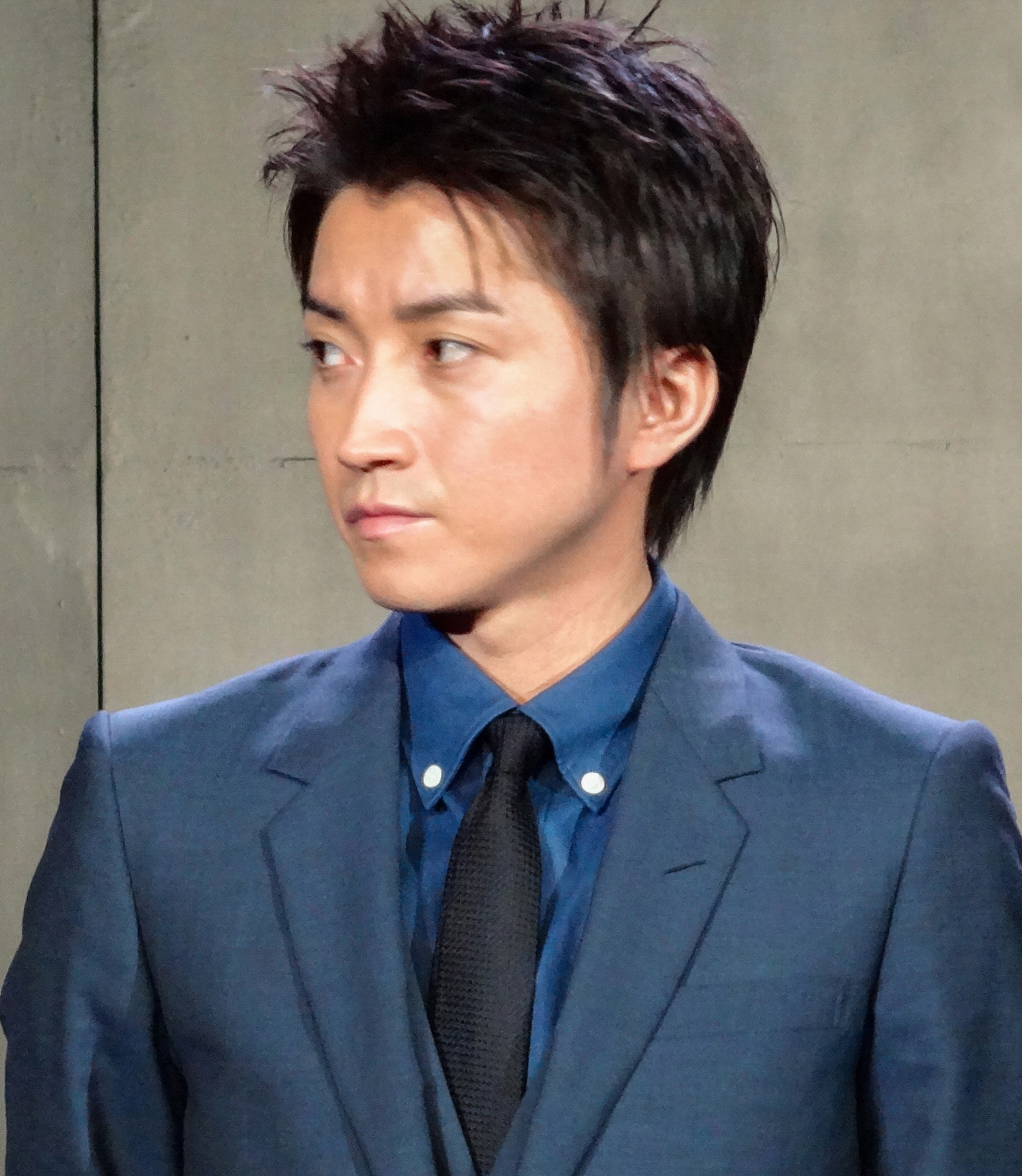
Tatsuya Fujiwara (2014).
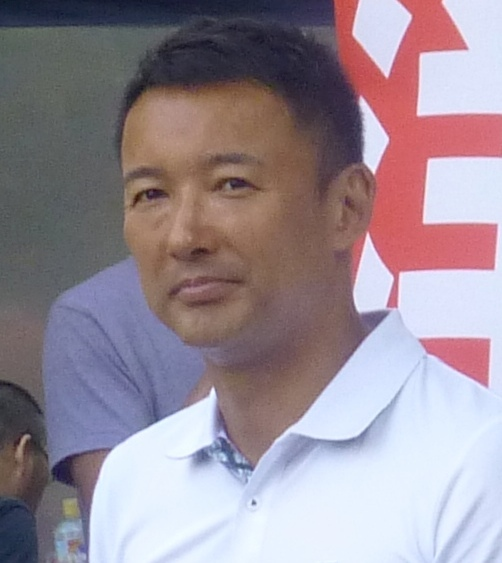
Tarō Yamamoto (2016).
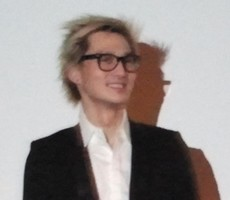
Masanobu Andō (2011).
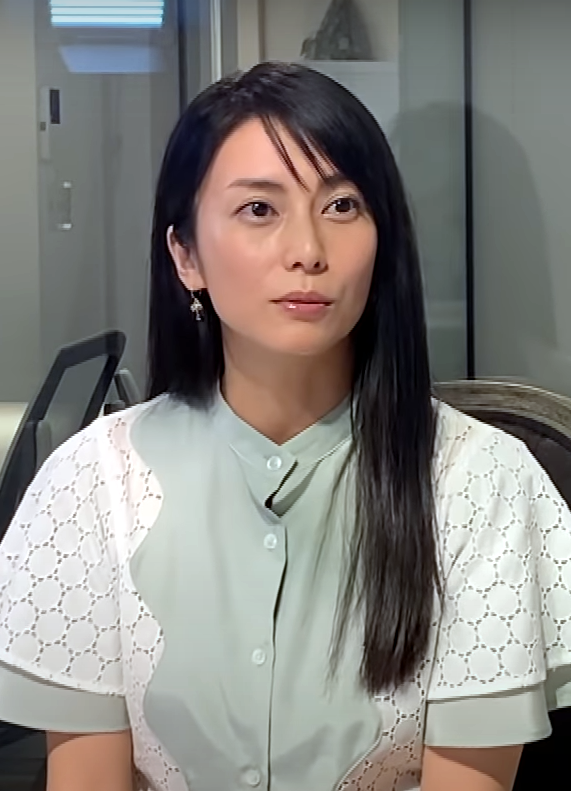
Kō Shibasaki (2020).
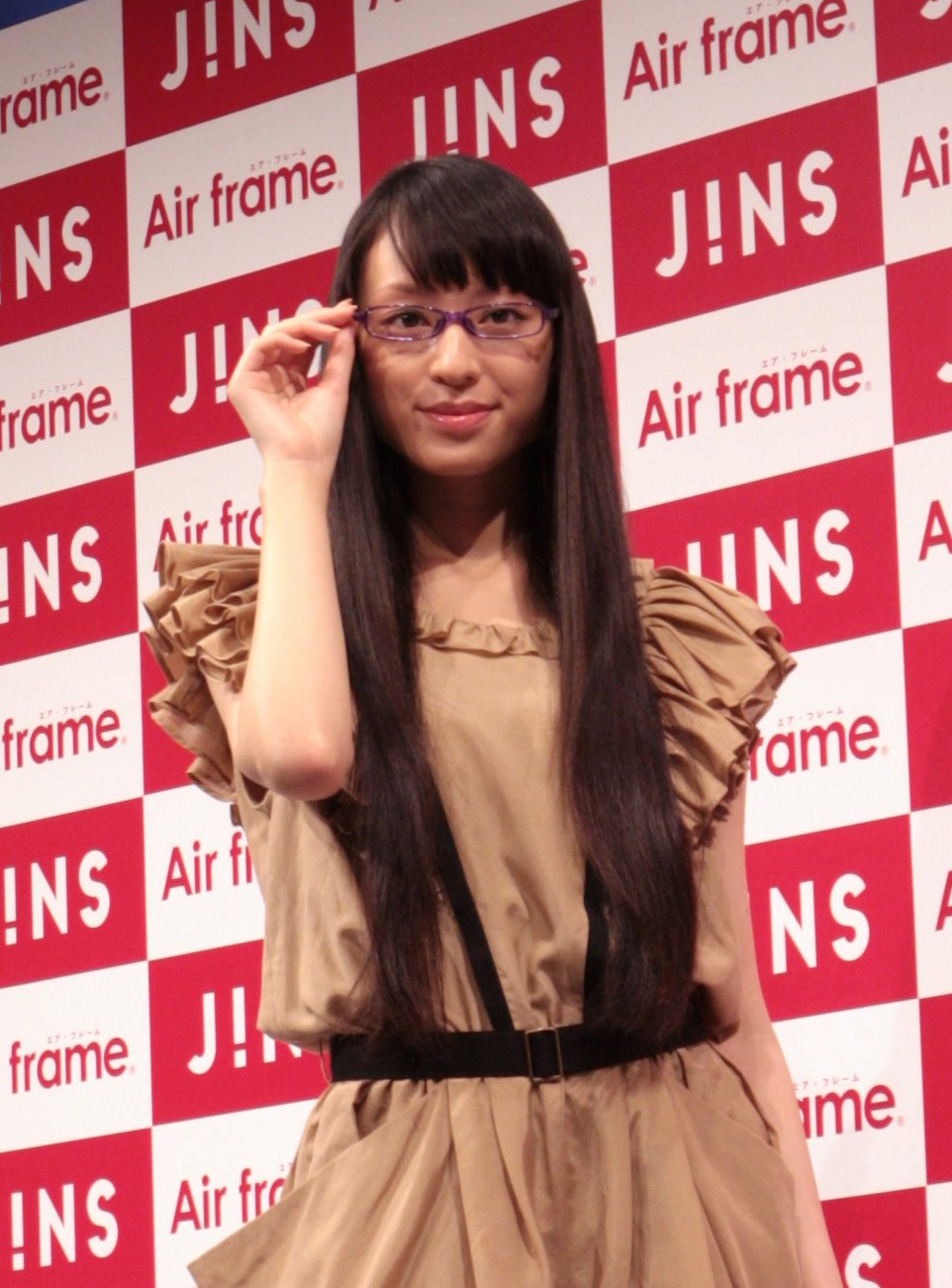
Chiaki Kuriyama (2010).

## Différences entre les adaptations
Battle Royale est décliné sur trois supports, à savoir un roman, un film et un manga.
Quelques différences sont notables entre l’adaptation cinématographique et le roman originel :
- Le statut de trois personnages :
  - L'ancien professeur des élèves supervisant le jeu, M. Kitano, est un personnage inventé pour le film, et qui n'existe donc pas dans le roman : son équivalent dans ce dernier est un autre enseignant bien plus sadique, Kinpatsu Sakamochi[3].
  - Les élèves Kazuo Kiriyama et Shôgo Kawada font partie intégrante de la classe[4] dans l’œuvre originale, alors que dans le film ils sont étrangers aux protagonistes et ne sont ajoutés à leur classe que pour l'occasion.

- Les morts :
  - Yoshitoki Kuninobu meurt normalement en premier, mitraillé par les soldats[5], puis Fumiyo Fujiyoshi à sa suite[6] ; dans le film, c'est leur professeur titulaire, Hayashida, qui est abattu en défendant ses élèves durant leur récupération, puis Fujiyoshi et Kuninobu sont tués dans cet ordre par M. Kitano (la première par lancer de couteau dans la tête, le second par explosion de son collier).
  - Dans le roman, Kazuo Kiriyama tue la bande de Mitsuru Numai[7] sauf Shô Tsukioka qui se cache[8]. Ce dernier va en réalité le poursuivre pour le tuer, mais Kiriyama le piègera avant dans une zone interdite[9].
  - Mitsuko Sôma ne tue pas Hirono Shimizu, qui est tuée par Toshinori Oda[10].
  - Dans le livre, Takako Chigusa tuera Kazushi Niida en parfaite légitime défense[11]. Dans le film, elle le tuera après que ce dernier ait involontairement égratigné son visage.
  - Le roman révèle plus de détails sur les morts de Yûichirô Takiguchi et de Tadakatsu Hatagami : Mitsuko est touchée par Yûichirô qui se révèle être amoureux d'elle, et qui la protège contre Tadakatsu qui la menaçait. Yûichirô se prend une balle et meurt dans les bras de cette dernière qui l'achève après l'avoir embrassé[12].
  - Mitsuko rencontrera également Hiroki Sugimura à qui elle fera des avances avant de lui apprendre qu'elle fut violée à plusieurs reprises dans son enfance[13].
  - Hiroki est également beaucoup plus présent dans le roman que dans le film. Il découvrira les corps d'un grand nombre de ses camarades[14], rencontrera le trio Kawada Shuya Noriko[15] (le trio Mimura-Iijima-Seto dans le film) ; il blessera gravement Toshinori Oda[16] et se battra avec Kiriyama[17]. En revanche, ce n'est pas lui qui portera Shuya au phare mais Yukié et sa bande d'amies[18].
  - Shinji Mimura n'avait pas confiance en Keita Iijima et finira par le tuer involontairement[19]. Ce dernier ne rejoint en fait le duo Mimura-Seto que brièvement[20] alors que dans le film, ils resteront tous trois ensemble et mourront vers la fin. Dans le roman, ils meurent aux 2/3 du jeu[21].
  - Contrairement au film, Shinji renoncera à pirater les colliers[22] et on apprend à la fin que Kawada y était parvenu[23].
  - Kaori Minami et Mizuho Inada ne s'entretuent pas : Kaori meurt après avoir été touché par Hirono[24] et Mizuho est tuée par Kiriyama[25].

- Dans le livre ainsi que dans le manga, le lecteur suit la plupart des élèves de cette classe, passant en permanence de la vue subjective de l’un à la vue subjective de l’autre. On y apprend leur passé, leurs motivations, leurs pensées et leurs ressentis. Dans le film, à part quelques scènes ne nous permettant pas toujours de comprendre ce qui se joue émotionnellement, on n’apprend pas grand-chose du parcours de la plupart des personnages. Il se concentre surtout sur Shûya Nanahara et Noriko Nakagawa, déjà très importants dans l’œuvre originale, et qui se voient ici parachutés au rang de protagonistes principaux. Ainsi, la psychologie et la profondeur de la plupart des personnages restent moins développées dans le film que sur les autres supports.
- Il est également à noter que chaque support possède son ambiance propre. Si le livre fait ressentir au lecteur toute la pesanteur absurde de la situation et si le manga met en avant le gore et le sexe, le film, lui, met l’accent sur la violence gratuite et brutale, violence fort chorégraphiée lors des scènes de combat où la caméra se fait virevoltante, au rythme des mouvements des personnages[réf. nécessaire].
- Contrairement au roman qui attribue aux élèves de véritables armes pour la plupart, le film leur attribue de nombreuses armes fantaisistes, voire parfaitement inutiles (jumelles, éventail, mégaphone…). Le manga n'en contient que peu (seulement quatre élèves reçoivent ces armes inutiles, allant de cordes de guitare jusqu'aux fléchettes en passant par un boomerang et une fourchette). De plus, dans le roman, la moitié des élèves reçoivent divers revolvers, pistolets, mitraillettes ou fusils, contrairement aux douze du film.
- Les élèves, dans le film, ont un uniforme scolaire  différent de celui qu'ils portaient dans le manga (ici, des costumes beige à la place de gakurans et de sailor fuku).

## Musique
Le compositeur du film est Masamichi Amano.

### Génériques
La chanson du générique de fin, Shizukana Hibi no Kaidan wo (静かな日々の階段を), est interprétée par le groupe japonais de fusion Dragon Ash.
Le thème exclusif à l'édition Blu-ray 3D du film, CHECKMATE mash up ANTY the KUNOICHI, VOLTA MASTERS (CHECKMATE mash up ANTY the 紅乃壱, VOLTA MASTERS), est un collage d'Anna Tsuchiya (土屋アンナ, Tsuchiya Anna).

### Bande originale
La bande originale du film, composée et arrangée par Masamichi Amano, est interprétée par l'Orchestre philharmonique national de Varsovie.
Amano y mêle créations originales et compositions reconnues de la musique savante européenne des XVIIIe et XIXe siècles.
| Liste des titres (CPC8-3035) | Liste des titres (CPC8-3035)                                                                          | Liste des titres (CPC8-3035) | Liste des titres (CPC8-3035) | Liste des titres (CPC8-3035) | Liste des titres (CPC8-3035) | Liste des titres (CPC8-3035) | Liste des titres (CPC8-3035) | Liste des titres (CPC8-3035) | Liste des titres (CPC8-3035) |
| No                           | Titre                                                                                                 | Compositeur(s)               | Durée                        |                              |                              |                              |                              |                              |                              |
| ---------------------------- | --- | ---------------------------- | ---------------------------- | ---------------------------- | ---------------------------- | ---------------------------- | ---------------------------- | ---------------------------- | ---------------------------- |
| 1.                           | 「レクイエム」(ヴェルディ)~プロローグ Requiem ‐ Prologue (Giuseppe Verdi)                             | Giuseppe Verdi               | 6:35                         |                              |                              |                              |                              |                              |                              |
| 2.                           | 新世紀教育改革法(BR法) Loi de reforme de l'enseignement du nouveau siècle (Méthode BR)                | Masamichi Amano              | 2:59                         |                              |                              |                              |                              |                              |                              |
| 3.                           | 戦慄の教師 Le professeur du frisson                                                                   | Masamichi Amano              | 3:26                         |                              |                              |                              |                              |                              |                              |
| 4.                           | ゲーム開始 Commencement du jeu                                                                        | Masamichi Amano              | 4:25                         |                              |                              |                              |                              |                              |                              |
| 5.                           | 施設の想い出 Souvenirs de l'orphelinat                                                                | Masamichi Amano              | 2:43                         |                              |                              |                              |                              |                              |                              |
| 6.                           | 殺戮者たち Les tueurs                                                                                 | Masamichi Amano              | 3:30                         |                              |                              |                              |                              |                              |                              |
| 7.                           | ラデツキー行進曲(J.シュトラウス1世) Johann Strauss I: Radetzky-Marsch Op. 228                         | Johann Strauss               | 1:41                         |                              |                              |                              |                              |                              |                              |
| 8.                           | ゲームに乗った者,そして降りた者 Ceux qui ont pris Goût au Jeu et ceux qui ont Abandonné               | Masamichi Amano              | 4:33                         |                              |                              |                              |                              |                              |                              |
| 9.                           | 美しく青きドナウ(J.シュトラウス2世) Johann Strauss II: An Der Schönen, Blauen Donau Op. 134           | Johann Strauss II            | 1:18                         |                              |                              |                              |                              |                              |                              |
| 10.                          | 七原と典子の逃避行 Évasion de Nanahara et Noriko                                                      | Masamichi Amano              | 1:44                         |                              |                              |                              |                              |                              |                              |
| 11.                          | 友情~盗聴 Amitié ~ Écoute (clandestine, captage de conversation)                                      | Masamichi Amano              | 2:13                         |                              |                              |                              |                              |                              |                              |
| 12.                          | 水の上で歌う(シューベルト) Franz Schubert: Auf dem Wasser zu singen D.774 (Chanter sur l'eau)         | Franz Schubert               | 2:34                         |                              |                              |                              |                              |                              |                              |
| 13.                          | 悲しみの勝利者 Le Vainqueur de la Tristesse                                                           | Masamichi Amano              | 2:16                         |                              |                              |                              |                              |                              |                              |
| 14.                          | 桐山の襲撃 L'attaque de Kiriyama                                                                      | Masamichi Amano              | 4:13                         |                              |                              |                              |                              |                              |                              |
| 15.                          | 三村の決意 La Résolution de Mimura                                                                    | Masamichi Amano              | 1:11                         |                              |                              |                              |                              |                              |                              |
| 16.                          | 幸枝と七原~毒薬 Yukie et Nanahara ~ Le Poison                                                         | Masamichi Amano              | 5:27                         |                              |                              |                              |                              |                              |                              |
| 17.                          | 少女たちの仁義無き戦い La Guerre sans Foi ni Loi des Filles                                           | Masamichi Amano              | 4:26                         |                              |                              |                              |                              |                              |                              |
| 18.                          | 再会 Retrouvailles                                                                                    | Masamichi Amano              | 2:07                         |                              |                              |                              |                              |                              |                              |
| 19.                          | G線上のアリア(バッハ) Jean Sebastien Bach: Aria de la Suite pour Orchestre N°3 en ré majeur, BWW 1068 | Johann Sebastian Bach        | 2:30                         |                              |                              |                              |                              |                              |                              |
| 20.                          | THE THIRD MAN Le Troisième Homme                                                                      | Masamichi Amano              | 3:31                         |                              |                              |                              |                              |                              |                              |
| 21.                          | 教師と生徒/ファイナル・バトル Professeurs et Élèves/Final Battle                                      | Masamichi Amano              | 1:57                         |                              |                              |                              |                              |                              |                              |
| 22.                          | 苦い勝利 Amère Victoire                                                                               | Masamichi Amano              | 2:14                         |                              |                              |                              |                              |                              |                              |
| 23.                          | 新たなる旅立ち Nouveau Départ en Voyage                                                               | Masamichi Amano              | 2:15                         |                              |                              |                              |                              |                              |                              |
| 69:48                        | |                              |                              |                              |                              |                              |                              |                              |                              |

## Box-office
Au Japon, le film totalise 3,11 milliards de ¥ (soit plus de 20 millions de $,), ayant fait un démarrage à 212 millions ¥ (1,8 million $) pour son premier week-end à l'affiche,,.
Il a également rapporté 895 894 $ dans sept autres pays à l'international.
En France, il totalise 113 220 entrées.

## Commentaires
- Ce film peut être classé comme film d’anticipation : il se déroule dans un futur proche ; au cœur d’un pays qui, bien qu'il semble se situer dans un Japon fictif, n’est pas nommé dans l'histoire ; et qui a décidé d’adopter des mesures extrêmes et coercitives face à une tranche de sa population (ici, les adolescents).

- L'œuvre est également interprétée par certains comme une critique de l'extrême élitisme des systèmes scolaire et d'études supérieures japonais[35].

## Postérité
- Ce film fait partie des films japonais les plus connus de sa génération, notamment en Occident où il a rapidement atteint un statut culte auprès des publics jeune et jeune adulte de l'époque, et permit de faire connaître le roman dont il s'inspire.

- En 2009, Quentin Tarantino déclare que Battle Royale est son film favori. Il fait d'ailleurs participer l'actrice Chiaki Kuriyama à son film Kill Bill : Volume 1[36].

- Battle Royale lança également la carrière de plusieurs jeunes acteurs alors inconnus (ou presque), comme Kou Shibasaki et Tatsuya Fujiwara, mais confirma aussi la popularité de Masanobu Andō et Aki Maeda.

- Le film ainsi que le roman dont il s'inspire ont donné naissance à un genre vidéoludique et, dans le monde anglo-saxon, un genre de fiction (le battle royale) dont les codes sont censés s'en rapprocher. Par analogie (parfois abusive) avec l’œuvre, le terme est parfois employé dans le langage courant pour la même idée d'association avec ses postulats ou éléments.